# Hercowo
Hercowo – nieoficjalna nazwa części wsi Kościerzyn Wielki w Polsce położona w województwie wielkopolskim, w powiecie pilskim, w gminie Wyrzysk.
Nazwa nie występuje w spisie miejscowości i ich części TERYT, nazwa występuje w spisie codgik jako niestandaryzowana.
W latach 1975–1998 miejscowość administracyjnie należała do województwa pilskiego.
Przez miejscowość płynie rzeka Łobżonka. W miejscowości tworzy dwór i zabudowania dworskie.

## Dwór
Nieznany jest dokładny czas powstania osady oraz Dworu Hercowo. Położony z dala od wsi na wzniesieniu, bezpośrednio nad zakolem rzeki Łobżonka. Swoją nazwę zawdzięcza jednemu z dawnych właścicieli.
Już pierwsze wzmianki o majątku pochodzą z 1789 r. W 1835 r. Folwark został ujawniony w ks. wieczystych. Wówczas należał do Krystyny i Krzysztofa Bethke. Około 1853 r. w nieznanych okolicznościach nowym właścicielem został Franc Bucholc, obdarzony licznym potomstwem władał majątkiem do ok. roku 1878. W tym czasie Folwark zakupił Ernest Dobberstein, zapalony hodowca cieląt i baranów.
Około 1888 roku nadszedł czas na panowanie majątkiem i dworem w osobie Luisa Herca Hercowa, od którego dwór i to miejsce nosi nazwę Hercowo.
Koniec XIX wieku nie był najlepszym okresem dla ekscentrycznego szlachcica. Jednak że to Pan Luis uratował pannę która nieszczęśliwie zakochana próbowała utonąć w rzece. Nagrodzony przez los tym postępkiem znacznie powiększył swój majątek aż popadając w długi podobno dla prześlicznej aktorki z Berlina. Serce popłynęło i już do Hercowa nie wrócił, tak mawiali miejscowi.
Około roku 1901 wtedy już Hercowo znów zmieniło właściciela i stał się nim Radca prawny ze Szczecina Szanowany Pan Paul Ram. Około roku 1903 obok starego później rozebranego dworu powstał nowy nazywany przez Radcę rezydencją włoską nad Łobżonką. Faktycznie architektura tej budowli nawiązuje do eleganckiej willi w stylu historyzmu odwołująca się do tradycji XIX wiecznej siedziby ziemiańskiej w guście włoskim.
W latach międzywojennych Dwór Hercowo przechodził różne koleje losu, przewłaszczony na Skarb Państwa Polskiego owładnięty zawieruchą wojenną był czasami siedzibą wizyt i spotkań hitlerowskich oficerów a także krążyły opowieści o sesjach masońskich. Po wojnie Dwór Hercowo uwłaszczono na wzór PRL a następnie w kilku etapach dokonano parcelacji. Powoli niszczejąc doczekał się dewastacji a czasowi lokatorzy przyczynili się by popadł w ruinę. W roku 2002 Dwór Hercowo i park nabył obecny właściciel. Obecnie pieczołowicie odrestaurowany godnie pełni swoją dawną rolę a zachowany i zadbany park ma charakter krajobrazowy. Zaliczony w poczet zabytków Dwór Hercowo serdecznie zaprasza.